# Raytheon Australia
Raytheon Australia est la branche australienne de Raytheon. Créé en 1999, il est devenu le plus important sous-traitant américain de la défense opérant en Australie. En 2012, Raytheon Australia a réalisé un chiffre d'affaires de 735,5 millions de dollars. En 2015, Raytheon Australian a été classé quatrième dans le "Top 40 Defence Defence Contractors" du magazine Australian Defence, derrière Thales Australia, ASC et BAE Systems Australia. Depuis 2016, le directeur général de la société est Michael Ward.

## Intégration des systèmes de combat
La branche d'intégration des systèmes de combat de la société a largement contribué au projet australien Air Warfare Destroyer. La branche emploie 500 professionnels des systèmes de combat sur un total de 1 200 personnes. Raytheon Australia fournit "la conception, le développement, l'intégration et les tests de systèmes de combat, ainsi que la gestion de projets complexes, le soutien logistique intégré et la gouvernance technique". La main-d'œuvre des systèmes de combat de Raytheon est concentrée à Techport, Adélaïde, ainsi que dans d'autres centres de systèmes de combat à Macquarie Park, Sydney et Henderson, au sud de Perth, où des travaux sont entrepris sur des sous-marins de la classe Collins.
En 2016, la société a ouvert un nouveau siège social pour la marine et l'intégration à Adélaïde.

## Solutions de sécurité
En janvier 2010, Raytheon Australia a acheté des actifs appartenant auparavant à Compucat Research Pty. Ltd., afin de "renforcer la capacité de Raytheon à répondre aux futurs besoins en sécurité de l'information de la communauté du renseignement australienne".
L'acquisition comprenait la propriété intellectuelle, le personnel et un emplacement sécurisé à Canberra, adjacent à deux universités, où une formation en cybersécurité est dispensée. En juillet 2010, Raytheon Australia a lancé son unité commerciale Security Solutions. Le directeur général de Security Solutions, Andrew Pyke, a déclaré dans une interview à Momentum que la société avait saisi cette opportunité après qu'une étude de marché eut identifié une croissance future des marchés du renseignement. "C'est un sujet sur lequel Michael Ward et Gerard Foley, en particulier, travaillent depuis plusieurs années dans le cadre de notre stratégie d'entreprise, avec le ferme soutien de Lynn Dugle et de l'équipe américaine de Raytheon Intelligence and Information Systems".
Lors de sa création, le marché principal de Security Solutions était défini comme les agences de la société de renseignement australienne (AIC) et de la communauté du renseignement des pays alliés. Cinq domaines clés ont été identifiés pour que les solutions de sécurité puissent capitaliser sur: la cybersécurité, les technologies de l’information et de la communication (TIC), le renseignement, la surveillance et la reconnaissance (ISR), le soutien aux opérations de renseignement et les solutions géospatiales.
Pyke a déclaré que l'unité se concentrerait sur l'élaboration de solutions de niveau gouvernemental tout en s'associant avec d'autres sociétés mieux adaptées aux marchés commerciaux. Il a décrit la business unit comme "une de la plus haute importance pour la sécurité de notre pays et de nos alliés grâce à l'utilisation de notre technologie de pointe".

## Zone d'essais de Woomera
À partir de 2016, Raytheon Australia modernisera la zone d'essais de Woomera en partenariat avec les forces de défense australiennes et plusieurs sous-traitants australiens, notamment CEA Technologies, Daronmont Technologies et Cirrus Technologies. Une fois terminé, le projet devrait fournir "la zone d'essais terrestre la plus étendue et la plus avancée au monde". La zone sera utilisée pour tester les avions de combat F-35 et soutenir les forces armées des États-Unis.

## Acquisitions
- 1999 - Aerospace Technical Services, afin d'étendre ses capacités d'ingénierie aéronautique et d'essais en vol
- 2000 - Boeing Naval Systems
- 2003 - Honeywell Aerospace and Defence Services
- 2010 - Actifs commerciaux précédemment détenus par Compucat Research Pty. Ltd.

## Contrats clés
- 2001 - Contrat de services de formation à la guerre électronique pour la Royal Australian Navy
- 2002 - Systèmes de combat de remplacement pour les sous marins de classe Collins
- 2005 - Soutien avionique
- 2007 - Contrat de soutien avionique pour Qantas Defence Services
- 2007 - Ingénieur Système de Combat pour l'Air Warfare Destroyer
- 2007 - Initiative de maintien et de motivation pour l'aviation navale (suivie d'un nouveau contrat de quatre ans en 2011)
- 2011 - fourniture de "radios de données tactiques en tant que première phase pour fournir à l'Australian Defence Force les éléments terrestres d'un système de communications intégré aux espaces de combat"
- 2011 - fourniture de services d’exploitation, de maintenance et de soutien à la station de communications navales Harold E. Holt à Exmouth.

## Alliances
En juin 2016, Raytheon Australia a établi une alliance stratégique avec le Defence Science and Technology Group. L'alliance permet une interaction de recherche, un échange d'informations, des détachements de personnel et un accès aux installations et équipements des autres parties.

## Sites
Raytheon Australia est présent sur seize sites en Australie, y compris dans toutes les capitales du continent. La société a son siège à Canberra. Il possède des installations sur les bases de la RAAF à Edinburgh (Australie méridionale), Amberley (Queensland) et Tindal (Territoire du Nord) et une autre installation à la station de communication navale Harold Holt à Exmouth, en Australie occidentale. En Nouvelle-Galles du Sud, Raytheon Australia est situé à Macquarie Park, Nowra et Williamtown. En Australie méridionale, il possède des installations à Osborne, Techport et Mawson Lakes. Des installations supplémentaires existent à Murarrie (Queensland), à Port Melbourne (Victoria) et à Henderson (Australie occidentale).